# 27423 Dennisbowers
27423 Dennisbowers este un asteroid din centura principală de asteroizi.

## Descriere
27423 Dennisbowers este un asteroid din centura principală de asteroizi. A fost descoperit pe 3 martie 2000 în cadrul proiectului CSS. Asteroidul prezintă o orbită caracterizată de o semiaxă mare de 2,36 ua, o excentricitate de 0,11 și o înclinație de 5,3° în raport cu ecliptica.